# Recey-sur-Ource
Recey-sur-Ource és un municipi francès, situat al departament de la Costa d'Or i a la regió de Borgonya - Franc Comtat. L'any 2007 tenia 394 habitants.

## Demografia

### Població
El 2007 la població de fet de Recey-sur-Ource era de 394 persones. Hi havia 168 famílies, de les quals 60 eren unipersonals (16 homes vivint sols i 44 dones vivint soles), 48 parelles sense fills, 40 parelles amb fills i 20 famílies monoparentals amb fills.
La població ha evolucionat segons el següent gràfic:
Habitants censats

### Habitatges
El 2007 hi havia 261 habitatges, 176 eren l'habitatge principal de la família, 56 eren segones residències i 29 estaven desocupats. 243 eren cases i 18 eren apartaments. Dels 176 habitatges principals, 125 estaven ocupats pels seus propietaris, 37 estaven llogats i ocupats pels llogaters i 14 estaven cedits a títol gratuït; 1 tenia una cambra, 8 en tenien dues, 32 en tenien tres, 41 en tenien quatre i 94 en tenien cinc o més. 115 habitatges disposaven pel capbaix d'una plaça de pàrquing. A 101 habitatges hi havia un automòbil i a 43 n'hi havia dos o més.

### Piràmide de població
La piràmide de població per edats i sexe el 2009 era:
| Homes | Edats   | Dones |
| ----- | ------- | ----- |
| 4     | 95 o +  | 0     |
| 8     | 90 a 94 | 0     |
| 12    | 85 a 89 | 12    |
| 4     | 80 a 84 | 12    |
| 8     | 75 a 79 | 12    |
| 20    | 70 a 74 | 20    |
| 12    | 65 a 69 | 8     |
| 12    | 60 a 64 | 20    |
| 8     | 55 a 59 | 24    |
| 8     | 50 a 54 | 8     |
| 20    | 45 a 49 | 16    |
| 16    | 40 a 44 | 16    |
| 12    | 35 a 39 | 16    |
| 12    | 30 a 34 | 4     |
| 0     | 25 a 29 | 8     |
| 12    | 20 a 24 | 4     |
| 4     | 15 a 19 | 8     |
| 16    | 10 a 14 | 16    |
| 12    | 5 a 9   | 8     |
| 4     | 0 a 4   | 4     |

## Economia
El 2007 la població en edat de treballar era de 213 persones, 163 eren actives i 50 eren inactives. De les 163 persones actives 154 estaven ocupades (83 homes i 71 dones) i 9 estaven aturades (6 homes i 3 dones). De les 50 persones inactives 23 estaven jubilades, 13 estaven estudiant i 14 estaven classificades com a «altres inactius».

### Ingressos
El 2009 a Recey-sur-Ource hi havia 169 unitats fiscals que integraven 376 persones, la mediana anual d'ingressos fiscals per persona era de 15.756 €.

### Activitats econòmiques
Dels 23 establiments que hi havia el 2007, 1 era d'una empresa alimentària, 3 d'empreses de fabricació d'altres productes industrials, 4 d'empreses de construcció, 7 d'empreses de comerç i reparació d'automòbils, 3 d'empreses de transport, 1 d'una empresa de serveis, 3 d'entitats de l'administració pública i 1 d'una empresa classificada com a «altres activitats de serveis».
Dels 9 establiments de servei als particulars que hi havia el 2009, 1 era una oficina d'administració d'Hisenda pública, 1 gendarmeria, 1 oficina de correu, 1 taller de reparació d'automòbils i de material agrícola, 1 paleta, 1 guixaire pintor, 1 lampisteria, 1 perruqueria i 1 restaurant.
Dels 3 establiments comercials que hi havia el 2009, 1 era una botiga de més de 120 m², 1 una botiga de menys de 120 m² i 1 una fleca.
L'any 2000 a Recey-sur-Ource hi havia 5 explotacions agrícoles que ocupaven un total de 895 hectàrees.

## Equipaments sanitaris i escolars
El 2009 hi havia 1 farmàcia i 1 ambulància.
El 2009 hi havia 1 escola maternal i 1 escola elemental. Recey-sur-Ource disposava d'un col·legi d'educació secundària amb 143 alumnes.

## Poblacions més properes
El següent diagrama mostra les poblacions més properes.